# Hanekullen och Kålltorp
Hanekullen och Kålltorp var en av SCB avgränsad och namnsatt småort i Kungälvs kommun i Västra Götalands län. Den omfattade bebyggelse i de två grannbyarna belägna i Kareby socken. Från 2015 räknas området som en del av tätorten Kareby.